# Mein Herz in Afrika
Mein Herz in Afrika ist ein deutsches Melodram von John Delbridge mit Tanja Wedhorn, Hannelore Elsner, Michael Mendl und Robert Seeliger in den Hauptrollen, das am 25. November 2007 im Rahmen der Reihe Der große ZDF-Sonntagsfilm erstmals ausgestrahlt wurde. In Südafrika wird das Leben der Zoologin Verena Beckmann auf den Kopf gestellt, eigentlich wollte sie nur zwei Löwenjunge abholen, doch das Schicksal hat anderes mit ihr vor.

## Handlung
Die Zoologin Dr. Verena Beckmann trifft in Südafrika ein. Sie hat den Auftrag, zwei junge Löwen aus einer Wildauffangstation in Kapstadt in den Bottroper Zoo in Deutschland zu überführen, für den sie arbeitet. Am Flughafen abgeholt wird sie von dem Tierarzt Dr. George Hill, er soll sie zur Auffangstation bringen. Unterwegs dorthin kommt das Fahrzeug ins Schleudern, als Hill einen Schwächeanfall erleidet. Mittels eines Funkgeräts gelingt es Verena, Hilfe zu erbitten. Der Ranger Ben Parker, der den Notruf gehört hat, trifft am Unfallort ein. Intuitiv und mit einiger Verwunderung nimmt Verena die ihr entgegengebrachte Ablehnung des wortkargen Mannes zur Kenntnis.
Auf der Lodge wird Verena von Beauty, einer Angestellten, sehr freundlich empfangen. Kurz darauf lernt sie die Besitzerin der Lodge Agnes Patterson kennen und am Abend gibt es einen kleinen Empfang für den Gast aus Deutschland. Patterson muss den bei ihr angestellten Ranger Ben dazu drängen, daran teilzunehmen. Ben hat die beiden kleinen Löwen gefunden und aufgezogen und ist strikt dagegen, sie an einen Zoo abzugeben. Sie sollen weiter in Freiheit aufwachsen dürfen. Agnes weist ihn mit Nachdruck darauf hin, dass sie die großzügige Spende, die im Gegenzug für die Abgabe der Löwen fließen wird, dringend benötigt, um die Lodge und den Riesengrundbesitz für die Tiere weiter betreiben zu können.
Als Agnes Patterson Verena am nächsten Morgen die Löwenbabys vorstellen will, ist Ben zu Agnes’ Ärger bereits mit ihnen unterwegs. Auch nach seiner Rückkehr verhält er sich Verena gegenüber abweisend und riskiert seine Kündigung. Am Abend dieses Tages kommt es dann doch noch zu einer Begegnung zwischen Verena und Ben, deren Anfang für Verena mit einem großen Schrecken verbunden ist. Von Beauty und später auch von Ben erfährt Verena dann auch endlich den Grund für seine ablehnende Haltung ihr gegenüber. Es breche ihm das Herz, die beiden kleinen Löwen Sambo und Jabula hergeben zu müssen, er habe sie  aufgezogen, über ihren Schlaf gewacht und beginne nun damit, ihnen beizubringen, wie sie sich in der Wildnis zu verhalten hätten. Auch über Agnes Patterson, die sehr zurückhaltend ist, erfährt Verena einiges. Agnes kam vor vielen, vielen Jahren aus Deutschland nach Südafrika, sie heiratete dort und baute nach dem Tod ihres Mannes die Tierstation auf.
Als Verena Agnes Patterson während eines gemeinsamen Abendessen einige Fragen stellt, reagiert diese seltsam und zieht sich plötzlich abrupt zurück. Als Hill, der sie liebt und mit ihr zusammen ist, ihr folgt, ist sie gerade wieder einmal dabei, Alkohol zu trinken, es ist ihre Flucht aus der Realität. Hill stellt ihr ein Ultimatum. Sie müsse mit dem Trinken aufhören, sonst werde er sie verlassen. Er will, dass sie sich am nächsten Tag an „ihrem“ Platz treffen, wenn sie nicht komme, gehe er davon aus, dass sie den Alkohol gewählt habe. Als Agnes sich gerade auf den Weg machen will, stürzt sie die Treppe hinab. Ben hält das für einen guten Zeitpunkt, die beiden kleinen Löwen auszuwildern. Als Verena das mitbekommt, will sie Ben davon abhalten, sie meint, die Tiere seien viel zu sehr an Menschen gewöhnt, das würden sie nicht überleben.
Als Verena mit Hill sprechen will, findet sie ihn zusammengebrochen in seiner Praxis vor. Sie sorgt dafür, dass er sofort in ein Krankenhaus kommt. Agnes, die in die Klinik geeilt ist, meint, wenn George sterbe, dann wolle sie auch nicht mehr. Georges behandelnde Ärztin Dr. Paula Kinston erläutert Agnes, George habe einen leichten Herzinfarkt gehabt, er müsse sich schonen, aber man bekomme das wieder hin. Agnes hält das für den richtigen Zeitpunkt, Verena etwas zu erzählen, über das sie nie wieder sprechen wollte. Sie wurde in Deutschland wegen Totschlags an ihrem Mann, der ein brutaler Schläger war, verurteilt und saß vier Jahre im Gefängnis. Sie habe ihn nicht, wie behauptet, die Treppe hinuntergestoßen, aber man habe ihr nicht geglaubt. Ihre kleine Tochter habe sie damals, um sie zu schützen, zur Adoption freigegeben. Ihre Schwester habe sie adoptiert. Ihre Ausführungen laufen darauf hinaus, dass es sich bei Verena um ihre Tochter handelt. Diese Nachricht muss die junge Frau erst einmal verarbeiten.
Nach einigen Tagen entschließt sich Verena, im Zoo zu kündigen und den Deal mit den Löwenkindern für beendet zu erklären, da sie weggelaufen seien. Sie steht der Bitte ihrer Mutter, die Lodge weiterzuführen, nun nicht mehr ablehnend gegenüber, zumal das für Agnes und George mehr Freizeit bedeutet. Ein Jahr ist vergangen, Verena und Ben sind ein Paar. Für Jambo und Sambula ist der Zeitpunkt gekommen, in die Freiheit entlassen zu werden. Für Verena und Ben ist das kein leichter Tag.

## Produktion

### Produktionsdaten
Die Dreharbeiten für Mein Herz in Afrika fanden vom 15. November bis zum 18. Dezember 2006 in Südafrika und Umgebung statt. Für den von der Network Movie Film- und Fernsehproduktion GmbH & Co. KG, Köln, in Co-Produktion mit Two Oceans Production (Pty) Ltd., Kapstadt, produzierten Film oblag Roger Daute und Sandra Venzke die Herstellungsleitung und Jürgen Schott die Produktionsleitung.

### Veröffentlichung, Einschaltquote
Der Film wurde bei seiner Fernseherstausstrahlung am 25. November 2007 im ZDF von insgesamt 6,04 Millionen Zuschauern gesehen und erreichte einen Marktanteil von 18,2 Prozent. In Frankreich lief der Film unter dem Titel Amour en terre sauvage.

## Kritik
Die Redaktion von TV Spielfilm/TV Today gab der „Romantikschmonzette“, so die Ausführung, für Action und Spannung je einen von drei möglichen Punkten und stellte fest: „Neben knuffigen Raubkätzchen fahren auch ein paar echte Schauspieler (u. a. Hannelore Elsner, Michael Mendl, Robert Seliger) ihre Krallen aus.“
Der Kritiker der Zeitschrift Prisma, der dem Film einen von fünf möglichen Sternen gab, vertrat die Meinung, dass „in Südafrika gedrehte TV-Filme Konjunktur“ hätten: „Heiner Lauterbach erlebte 2002 ‚Eine Liebe in Afrika‘, Tim Bergmann war 2003 ‚Der weiße Afrikaner‘, ‚Kein Himmel über Afrika‘ war für Veronica Ferres 2005 zu sehen, Iris Berben spielte 2006 in ‚Afrika, mon amour‘, Christine Neubauer lebte auf ‚Momella – Eine Farm in Afrika‘ (2006) und Christian Kohlund stand für ‚Das Traumhotel – Afrika‘ 2007 vor der Kamera.“ Nun versuche sich auch John Delbridge an einem ‚Afrika‘-Film, „der bisher nur durch seine verquasten Inga-Lindström-Verfilmungen aufgefallen“ sei, hieß es herablassend weiter. Der Regisseur habe „dieses Abenteuer mit durchaus guter Besetzung“ gedreht. „Genützt“ habe „die gute Besetzung nicht viel, denn herausgekommen“ sei „nur ein klischeehaftes Herzschmerz-Geplänkel vor der wunderbaren Naturkulisse Südafrikas“.
Auch den Kritiker des Filmdienstes konnte der Film nicht überzeugen. Er schrieb: „(Fernseh-)Kolportage vor der romantischen Kulisse des Tafelberges, die Naturidylle, Tierpossierlichkeit und düstere Geheimnisse für eine Dutzendstory bemüht. – Ab 14.“